# Skok mohutnosti
Skok mohutnosti je jedna z disciplín anglické jízdy v jezdectví. Kůň s jezdcem musí překonat jeden velmi vysoký skok; rekord činí 2,56 metru. Jde o velmi obtížnou soutěž, koná se většinou jako doprovodný program prestižních závodů, kde chtějí jezdci předvést svoje umění, zkušenosti a odvahu. Začíná se obvykle na nízko (několik desítek cm) postavené překážce a v dalších kolech se pak zvyšuje.